# Toma de Zaragoza (1118)
La conquista de Zaragoza de 1118 fue una operación militar encabezada por Alfonso I el Batallador, rey de Aragón y Pamplona, que le permitió a este arrebatar la ciudad de Zaragoza a los almorávides.

## Historia
La ciudad, que había sido capital antaño de la Taifa de Zaragoza, contaba con cerca de unos 25 000 habitantes contando su periferia. Había sido asediada con anterioridad por Alfonso VI de León en 1086, por Sancho Ramírez de Aragón en 1091, y por el propio Alfonso I de Aragón en 1110. Dentro del contingente atacante acudieron, además de aragoneses,bearneses, gascones, germanos, franceses, castellanos y navarros , comenzando el asedio en mayo de 1118. Junto al rey aragonés, que se incorporó al asedio una vez comenzado, combatieron nobles como Gastón de Béarn o Céntulo de Bigorra. El monje Pedro de Librana llevó la indulgencia papal, concedida por el pontífice Gelasio II en diciembre de 1118.
El reducido contingente almorávide defensor, que carecía de líder tras la muerte del gobernador Ibn Tifilwit en 1116, recibió el apoyo externo de tropas comandadas por el gobernador granadino Abd Allah ibn Mazdali, que falleció el 16 de noviembre, desmoralizando a las tropas defensoras. Estas capitularon el 11 de diciembre de 1118 y las tropas cristianas entraron triunfales en la ciudad el día 18 de dicho mes. A pesar de las abundantes armas de asedio dispuestas por el ejército de Alfonso I durante el asedio, la capitulación de la ciudad debió obedecer más al hambre padecida por los asediados. También los cristianos padecieron hambre, abandonando el asedio una parte de las tropas francas.
Tras la conquista de Zaragoza, Alfonso I procedió a continuar con la campaña militar, con la conquista de Tudela y Tarazona el año siguiente.
También a raíz de la toma de la ciudad, la ciudad de Jaca perdería importancia política.